# Klinikum Dritter Orden
Das Klinikum Dritter Orden im Stadtteil Neuhausen-Nymphenburg von München wird getragen durch die Ordenskliniken München-Passau gGmbH. Träger der Ordenskliniken München-Passau gGmbH sind seit September 2024 die Barmherzige Brüder gemeinnützige Träger GmbH und die Schwesternschaft der Krankenfürsorge des Dritten Ordens KdöR. Weitere Klinikstandorte der Ordenskliniken München-Passau gGmbH sind das Barmherzige Brüder Krankenhaus in München und die Kinderklinik Dritter Orden in Passau (Stand Februar 2025).

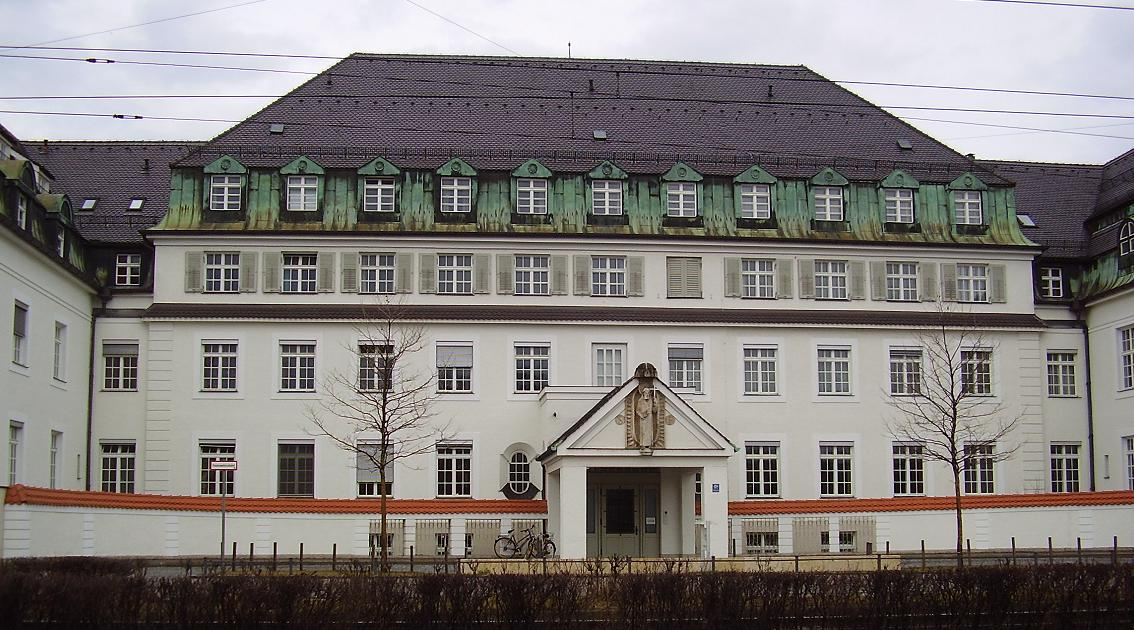
Krankenhaus Dritter Orden

## Geschichte der Schwesternschaft der Krankenfürsorge des Dritten Ordens
Wie in anderen deutschen Großstädten herrschte auch in München am Ende des 19. Jahrhunderts große Not bei den kranken und alten Menschen, die der Pflege bedurften, vor allem, wenn sie den unteren Schichten angehörten. Als unheilbar oder langwierig geltende Pflegefälle wurden sie von den Krankenhäusern entlassen oder überhaupt nicht erst aufgenommen.
Mehr und mehr wuchs in Teilen der Bevölkerung das Bewusstsein, dass etwas an den Missständen in der Krankenversorgung geändert werden müsse. Eine Möglichkeit hierfür sah man im Aus- und Neubau von Krankenhäusern. Dies alleine konnte aber wegen der steigenden Bevölkerungszahlen und der wachsenden Anforderungen nicht ausreichen.
Der Direktor der Drittordensgemeinde St. Anton in München, Pater Petrus Eder (Kapuziner), erkannte die Umstände der Zeit und wollte an der Änderung nach seinen Möglichkeiten mitwirken. Bei seinen Hausbesuchen wurde er mit der Not der Kranken konfrontiert: „Vor allem muss etwas getan werden zugunsten der nicht privilegierten Stände und der Armen.“ Immer mehr wurde er von verschiedenen Stellen gedrängt, seine geäußerten Pläne über die Gründung einen Krankenhilfe mit seiner Ordensgemeinde zu verwirklichen. Intensiv ermutigt, gefördert und tatkräftig unterstützt wurde er von den einflussreichen Terziarinnen María de la Paz von Spanien und Baronin von Strauß.
Ab dem 6. Oktober 1901 begann in der über 6.000 Mitglieder zählenden und über ganz München verbreiteten Ordensgemeinde St. Anton trotz einiger Bedenken und Vorbehalte und deshalb ohne großes Aufsehen die „Krankenhilfe des Dritten Ordens“ ihre Arbeit. Pater Petrus hatte einige Privatkrankenpflegerinnen für die Krankenhilfe gewinnen können, die dem Dritten Orden angehörten und über gute Zeugnisse sowie über den Nachweis bestandener Pflegeprüfungen verfügten. Die Schwestern sollten als selbständige Terziarinnen frei wohnen, aber zu einer Berufsgruppe vereinigt werden. Eine Melde- und Vermittlungsstelle wurde in der Wohnung der Terziarin Baronin von Strauß in der Landwehrstr. 1 eingerichtet.
Im Laufe des Jahres 1902 meldeten sich einige Terziarinnen, die bereits als weltliche Schwestern berufsmäßig in der Kranken-, Wochenbett- und Kinderpflege tätig waren. Alle erklärten sich bereit, ihre Berufstätigkeit in den Dienst des Dritten Ordens zu stellen.

### Gründung der „Organisierten Armen- und Krankenfürsorge des Dritten Ordens“ bei St. Anton in München
Erst nach Ablauf eines als Probezeit betrachteten ersten Betriebsjahres, währenddessen man den maßgebenden Stellen den Beweis erbracht hatte, dass der Dritte Orden in der Lage sei, erfolgreich Krankenpflege zu leisten, ohne in die Zuständigkeit oder Interessen Dritter einzugreifen, trat man am 12. Oktober 1902 mit der „Organisierten Armen- und Krankenfürsorge des Dritten Ordens bei St. Anton in München“ vor die breite Öffentlichkeit.
Veranlasst durch eine Predigt, die Pater Petrus Eder bei der Monatsversammlung des Dritten Ordens hielt und mit der er die Ordensmitglieder durch Darstellung der in der Krankenversorgung bestehenden Missstände zur Teilnahme an der Fürsorge aufforderte, stieg das Interesse seitens der Terziaren enorm an.

### Gründung von Zweigstellen für ambulante Krankenpflege
Drittordensgemeinden als solche waren über ganz Bayern verbreitet. Ab 1907 wurden die ersten von ihnen dazu gewonnen, an dem in München begonnenen Werk der Krankenfürsorge mitzuarbeiten. Die jeweils gegründeten Zweigstellen arbeiteten eigenständig, waren aber an die Münchner Hauptstelle angeschlossen. In den weiteren Jahren bis 1910 entstanden an vielen Orten in rascher Folge Zweigvereine und Stationen. Sie erstreckten sich in der Hauptsache über den ganzen ober- und niederbayerischen Raum.

### Zusammenführung der Pflegeschwestern zu einem gemeinsamen Haushalt
Ursprünglich waren die Schwestern völlig auf sich gestellt. Sie hatten lediglich allmonatlich an Konferenzen zur religiösen und beruflichen Weiterbildung teilzunehmen, aber jede musste für sich selbst sorgen. Die Schwestern wohnten in der Stadt zerstreut, zum Teil bei ihren Angehörigen, andere wohnten in kleineren Gruppen in einer gemieteten Wohnung. Sie konnten zwar die Pflegegebühren behalten, mussten davon aber ihren ganzen Lebensunterhalt bestreiten.
Der Nachfolger von Pater Petrus Eder, Pater Canisius König, der 1908 die Leitung der Krankenfürsorge übernahm, erachtete es als wichtig und sinnvoll, den Schwestern einen festen Mittelpunkt zu geben und die Krankenfürsorge durch die Vereinigung der Schwestern zu einer weltlichen Berufs-Schwesternschaft des Dritten Ordens umzugestalten.

## Geschichte der Klinik

### 1912 – Bau eines Krankenhauses als Ausbildungsstätte
Schon sehr bald nach Entstehung der Krankenfürsorge kam der Wunsch auf, ein eigenes Ausbildungskrankenhaus zu gründen, um die Schwestern auf die ambulante Pflegetätigkeit optimal vorzubereiten. Dieses Ansinnen resultierte insbesondere aus den begrenzten Möglichkeiten, die Lernschwestern in den Münchner Krankenhäusern zur praktischen Ausbildung unterzubringen. In der eigenen Krankenanstalt konnten die Lernschwestern zeitgemäß, vorschriftsmäßig und intensiver ausgebildet werden als zuvor in den „Aushilfskrankenhäusern“. Am 1. März und 1. Oktober fanden nun jedes Jahr Kurse statt.

### Ausbau und Entwicklung der Krankenfürsorge nach 1914
Während des Ersten Weltkriegs stellte die Krankenfürsorge die Krankenanstalt in Nymphenburg als Hilfslazarett zur Verfügung. Viele Drittordensschwestern waren in den Frontlazaretten eingesetzt. Nach Beendigung des Krieges wurde eine eigene Fürsorgeeinrichtung für Kriegshinterbliebene eingerichtet. Ein Zweig, der nach 1914 wesentlich ausgebaut wurde, war die Einrichtung von Lungenfürsorgestationen, von denen aus auch Anschlussheilbehandlungen in Sanatorien vermittelt wurden.
Die Säuglings- und Kleinkinder-Fürsorgestationen wurden mit dem Ziel ausgebaut, Mütter in Säuglingspflege und Ernährung zu beraten und bedürftige Familien mit Kinderkleidung und Pflegeartikeln zu unterstützen.
Das Krankenhaus Nymphenburg wurde im Laufe der Jahrzehnte mehrmals erweitert. 1937 stieg die Bettenanzahl auf 320. Nach dem Anbau des Ostflügels betrug die Bettenkapazität schließlich 522.
1979 wurde das Krankenhaus Dritter Orden zum Akademischen Lehrkrankenhaus der Ludwig-Maximilians-Universität (LMU) München ernannt und 1984 erfolgte die feste Stationierung eines städtischen Notarztwagens am Klinikum. Im Zuge der notwendig gewordenen Gesamtsanierung des ganzen Krankenhauskomplexes entstand 1988 ein neues Funktionsgebäude. In einem zweiten Bauabschnitt wurde ein 300-Betten-Bau fertiggestellt, der den modernsten Erkenntnissen der stationären Pflege und einer optimalen Versorgung der Patienten Rechnung trug. Am 29. Juli 1998 wurde als Ersatz für die renovierungsbedürftige Kinderklinik an der Lachnerstraße auf dem Gelände der Grundstein für die neue Kinderklinik im Klinikum Dritter Orden gelegt, die am 2. Mai 2002 in Betrieb genommen und als Perinatalzentrum - Level II genutzt wird. Mit dem Neubau und der Inbetriebnahme der Kinderklinik auf dem Nymphenburger Areal war die Gesamtzahl der Betten im Jahr 2002 auf 589 gestiegen.
Am 1. Januar 2003 wurde dem Klinikum Dritter Orden die Versorgungsstufe III (entspricht der heutigen Versorgungsstufe II) zuerkannt. Im gleichen Jahr entstand durch die PATRIZIA KinderHaus-Stiftung in einem Erweiterungsbau das anerkannte sozialmedizinische Nachsorgekonzept „Bunter Kreis Kinderklinik Dritter Orden“. Am 13. September 2006 wurde das Richtfest des Diagnose- und Therapiezentrums Nymphenburg auf dem Gelände des Klinikums Dritter Orden gefeiert.

## Daten
Das Klinikum verfügt heute über 574 Betten, 44 teilstationäre Plätze und beschäftigt 1.857 Mitarbeiter. Stationär werden pro Jahr ca. 33.500 Patienten betreut und 63.000 Patienten in der Notaufnahme behandelt. Neben rund 2.800 Entbindungen im Jahr, finden ca. 11.100 Operationen im stationären sowie weitere 1.900 im ambulanten Bereich statt.

Kliniken und Sektionen
- Klinik für Allgemein-, Visceral-, Gefäß- und Thoraxchirurgie / Sektion Gefäßchirurgie
- Klinik für Anästhesie und Intensivmedizin
- Klinik für Gelenkersatz, orthopädische Chirurgie und Unfall-/Wiederherstellungschirurgie
- Sektion Kinderorthopädie
- Klinik für Gynäkologie und Geburtshilfe
- Klinik für Innere Medizin I
- Klinik für Innere Medizin II
- Klinik für Kinderchirurgie / Sektion Kinderorthopädie
- Klinik für Kinder- und Jugendmedizin
- Zentrum für Radiologie und Nuklearmedizin Nymphenburg

Zentren
- Kompetenzzentrum für Schilddrüsen- und Nebenschilddrüsenchirurgie / Endokrine Chirurgie
- Kompetenzzentrum für Minimal-Invasive Chirurgie
- Chest Pain Unit
- Onkologisches Zentrum
- Darmzentrum
- Brustzentrum
- Gynäkologisches Tumorzentrum
- Lokales Traumazentrum
- Ambulantes Operationszentrum
- Perinatalzentrum
- Sozialpädiatrisches Zentrum (SPZ)
- Therapie-Centrum für Essstörungen (TCE)

Belegabteilungen
- Hals-Nasen-Ohrenheilkunde
- Kinderchirurgie
- Mund-Kiefer-Gesichtschirurgie
- Plastische und Ästhetische Chirurgie